# HD 36408
HD 36408，又名BD+16 794，SAO 94630、HR 1847，是一颗恒星，视星等为5.46，位于銀經188.5，銀緯-8.88，其B1900.0坐标为赤經5h 26m 26.3s，赤緯+16° -8.88′ 3″。